# Euzebiusz Smolarek
Euzebiusz Smolarek, poljski nogometaš, * 9. januar 1981, Łódź, Poljska.
Smolarek je bivši nogometni napadalec oziroma vezist, igral je tudi za  poljsko nogometno reprezentanco. Njegov oče, Włodzimierz, je bil tudi uspešen nogometaš.